# Ассоциация национальных олимпийских комитетов
Ассоциация национальных олимпийских комитетов (АНОК; англ. Association of National Olympic Committees) — международная организация, объединяющая в настоящее время 206 национальных олимпийских комитетов, признанных Международным олимпийским комитетом. Подразделяется на 5 континентальных ассоциаций Африки (АНОКА), Америки (ПАСО), Азии (ОСА), Европы (ЕОК) и Океании (НОКО).
Президентом ассоциации с 2018 года является фиджиец Робин Э. Митчелл.